# Scarabaeinae

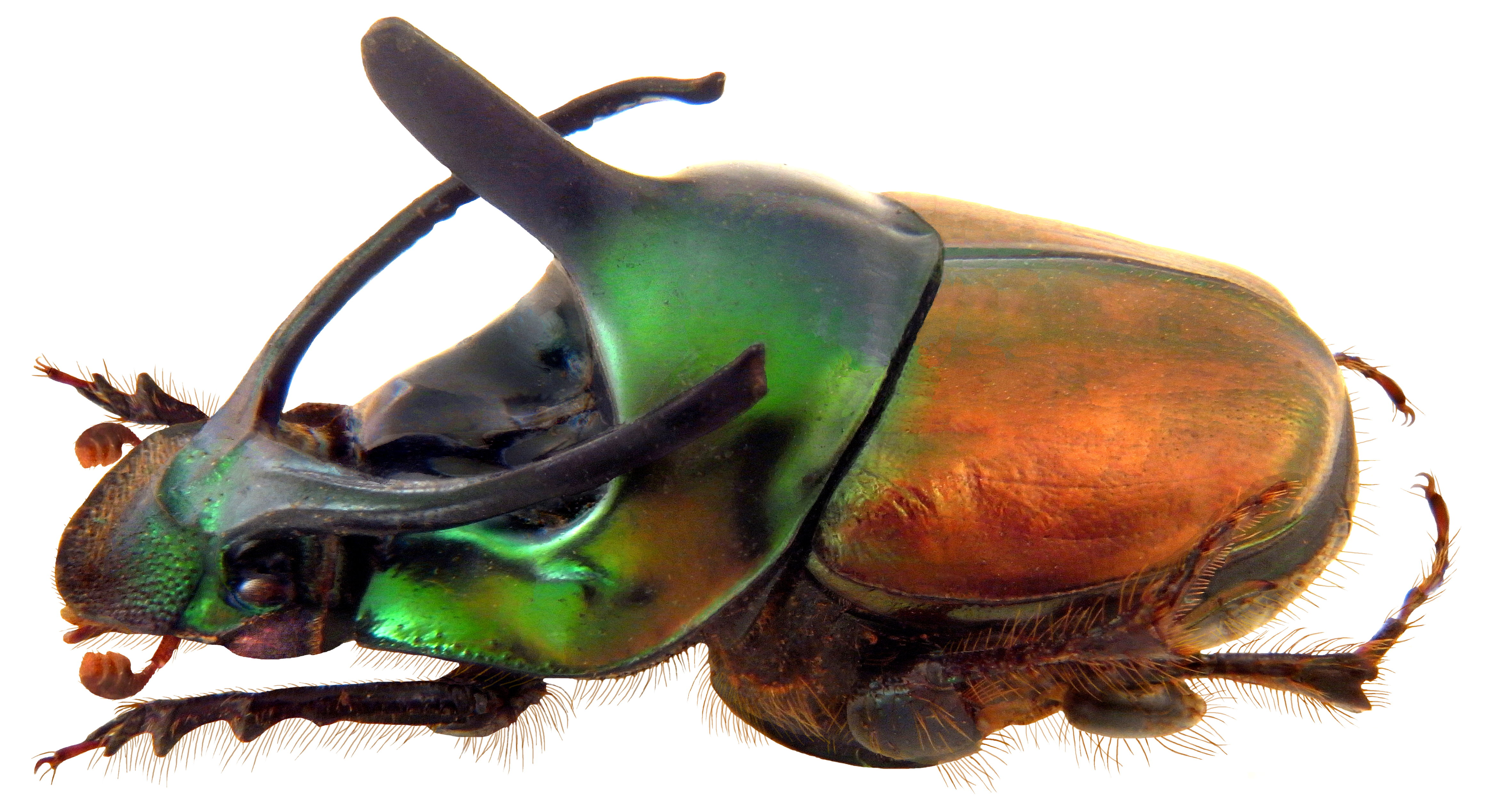
Samiec Onthophagus imperator

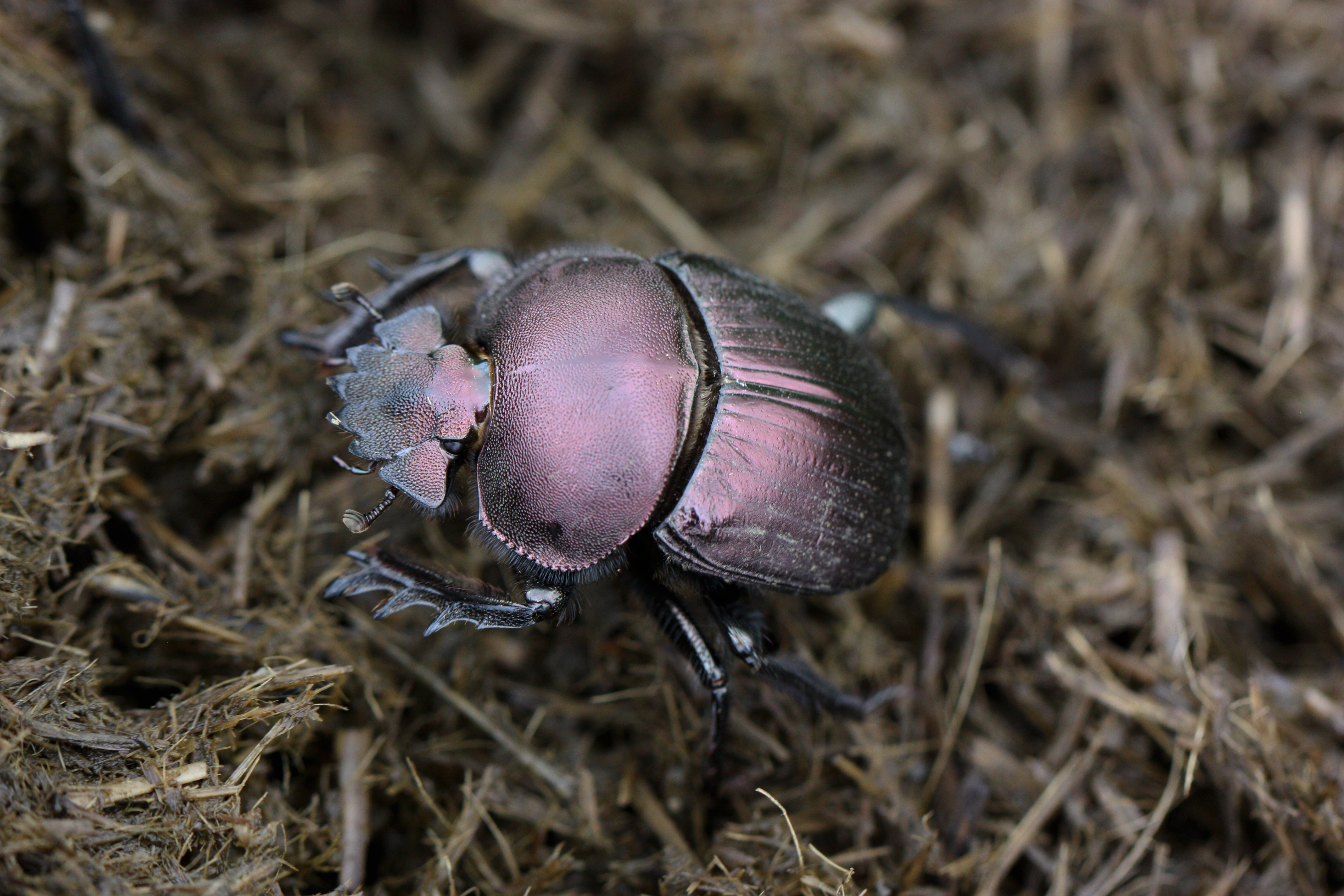
Anachalcos convexus

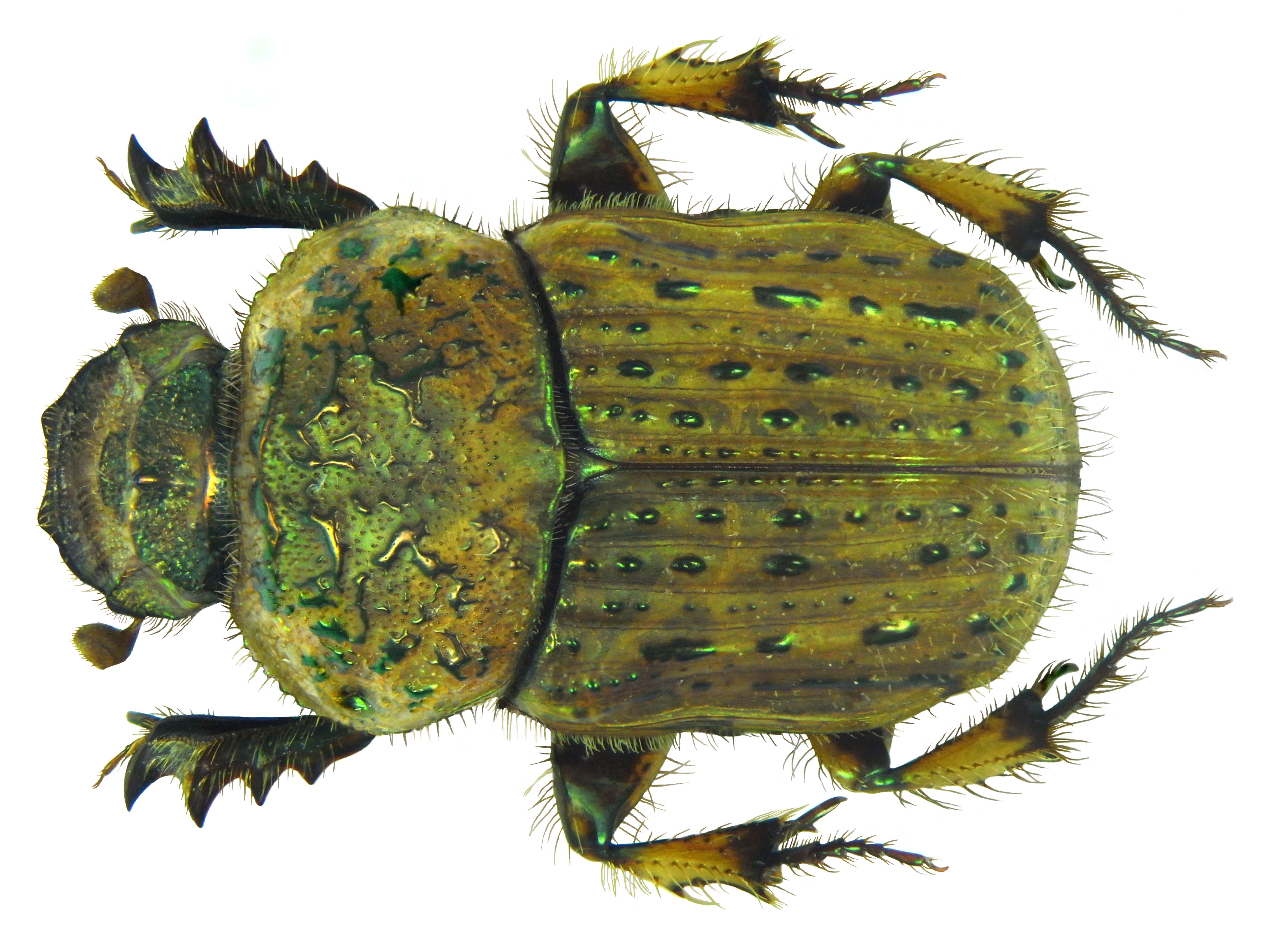
Cheironitis scabrosus

Scarabaeinae – podrodzina chrząszczy z podrzędu wielożernych (Polyphaga) i rodziny poświętnikowatych (Scarabaeidae). Obejmuje ponad 5 tysięcy opisanych gatunków. Rozprzestrzeniona jest kosmopolitycznie.

## Morfologia
Głowa tych chrząszczy odznacza się rozszerzonym nadustkiem, nakrywającym od góry narządy gębowe. Żuwaczki mają postać blaszkowatą, błoniastą, jedynie na zewnętrznych krawędziach są silniej zesklerotyzowane. Czułki buduje osiem lub dziewięć członów, z których trzy ostatnie formują buławkę. Odnóża środkowej pary maja szeroko odseparowane biodra. Tylna para odnóży prawie zawsze ma tylko jedną ostrogę na wierzchołku goleni; jeżeli ostrogi są dwie, to wówczas stykają się ze sobą i skierowane są dośrodkowo. U niektórych gatunków samice, a rzadziej także samce mają całkowicie zanikłe stopy przedniej pary odnóży. Odwłok ma sześć widocznych sternitów (wentrytów) i nieprzykryte pokrywami pygidium.

## Ekologia i występowanie
Podrodzina kosmopolityczna, przy czym większość plemion ograniczona jest do Nowego Świata. W Polsce stwierdzono występowanie 20 gatunków z 4 rodzajów (zobacz: poświętnikowate Polski).
Najwięcej gatunków żeruje na odchodach ssaków (koprofagia), ale wiele wybiera inny pokarm: odchody innych kręgowców i bezkręgowców, padlinę (nekrofagia), grzyby (mykofagia), przejrzałe owoce czy rozkładającą się materię organiczną (saprofitofagia).

## Systematyka
Do podrodziny tej należy ponad 5 tysięcy opisanych gatunków. Ich podział systematyczny przedstawia się następująco:
- plemię: Ateuchini Perty, 1830
  - podplemię: Ateuchina Perty, 1830
  - podplemię: Scatimina Vaz-de-Mello, 2008
- plemię: Coprini Leach, 1815
- plemię: Deltochilini Lacordaire, 1856
- plemię: Eucraniini Burmeister, 1873
- plemię: Gymnopleurini Lacordaire, 1856
- plemię: Oniticellini Kolbe, 1905
  - podplemię: Drepanocerina van Lansberge, 1875
  - podplemię: Eurysternina Vulcano, Martínez et Pereira, 1961
  - podplemię: Helictopleurina Janssens, 1946
  - podplemię: Oniticellina Kolbe, 1905
- plemię: Onitini Laporte, 1840
- plemię: Onthophagini Burmeister, 1846
- plemię: Phanaeini Hope, 1838
- plemię: Scarabaeini Latreille, 1802
- plemię: Sisyphini Mulsant, 1842

Gatunki zaliczane do plemienia Canthonini znajdują się obecnie w Deltochilini